# Rivalità Borg-McEnroe
Björn Borg e John McEnroe sono due ex-tennisti professionisti attivi durante gli anni settanta e ottanta, giudicati tra i migliori di sempre nella loro disciplina; la loro rivalità è entrata nell'immaginario dei tifosi per via dei loro caratteri completamente opposti.
Borg, infatti, è sempre stato noto per la sua freddezza, la sua calma e la sua quasi totale assenza di emozioni in campo, al contrario di McEnroe, che fin dai primi anni di carriera si è distinto per il suo carattere ribelle e incline agli scatti d'ira, soprattutto nei confronti di arbitri e spettatori. Nel corso delle loro carriere, si sono affrontati 14 volte in un arco di soli 4 anni (tra il 1978 e il 1981) con 7 vittorie per parte. Proprio a causa di questa diversità personale, la rivalità è stata definita dalla stampa Fire and Ice ovvero Fuoco e ghiaccio.

## Storia

### 1978-1979
Il primo incontro tra i due si ebbe nel novembre 1978, nella semifinale del torneo "casalingo" di Borg a Stoccolma. All'epoca Borg era già un affermato campione vincitore di 6 titoli del Grande Slam mentre McEnroe era un debuttante di talento messosi in mostra l'anno precedente quando, ancora dilettante e partendo dalle qualificazioni, era arrivato in semifinale al torneo di Wimbledon. Con grande sorpresa di tutti, il giovane statunitense sconfisse l'idolo di casa di fronte al suo pubblico in soli due set. A fine stagione McEnroe era già una realtà affermata del tennis mondiale, essendosi aggiudicato 5 tornei tra cui il Masters di fine anno contro Arthur Ashe; Borg dal canto suo si era confermato ai vertici vincendo 9 tornei tra cui due del grande Slam (Parigi e Wimbledon), arrivando anche in finale all'US Open.
L'anno seguente fu quello in cui la rivalità iniziò a farsi sentire. I due si affrontarono in semifinale a Richmond a gennaio e l'incontro, molto combattuto, vide vincitore lo svedese che dopo aver perso il primo set vinse il secondo dopo un lungo tie break e il terzo. A marzo i due si incontrarono in semifinale a New Orleans con l'americano vincitore.

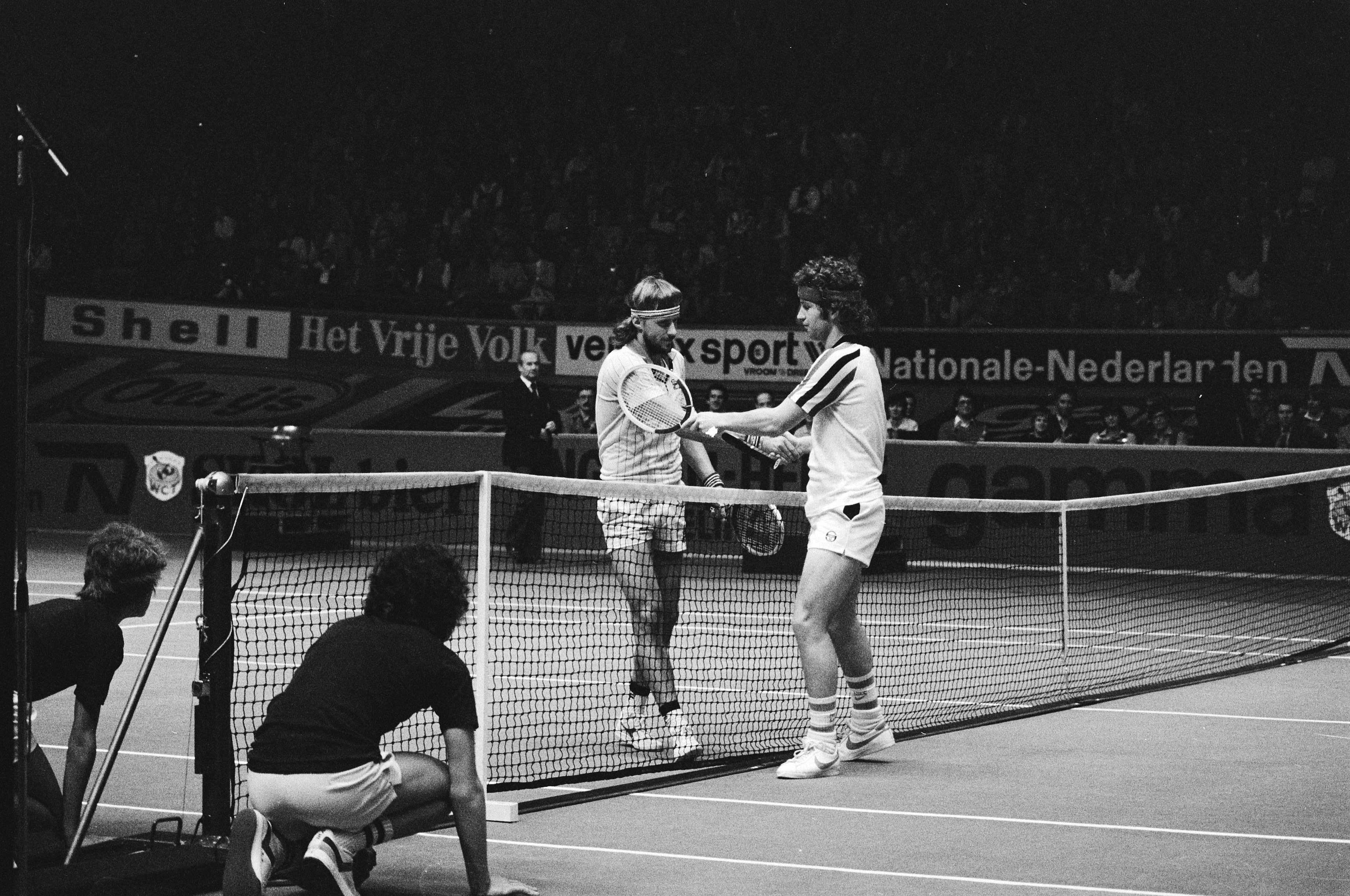
Da sinistra: Borg e McEnroe si salutano in occasione della finale del Rotterdam Open 1979 vinta dallo svedese.

Il primo incontro in una finale si ebbe a Rotterdam nel mese di aprile con la vittoria netta di Borg in due set, poi a Dallas vinse McEnroe in 3 set e infine a Montréal ancora Borg in due set. Complessivamente nel 1979 i due si affrontarono 5 volte con un bilancio di 3-2 per Borg; lo svedese in quell'anno conquistò ben 13 tornei centrando ancora la doppietta Parigi-Londra mentre McEnroe vinse 10 tornei tra cui il suo primo titolo singolare nel Grande Slam all'US Open.

### 1980
Il 1980 si apre con il Colgate-Palmolive Masters 1979 in cui Borg sconfigge McEnroe in semifinale.
Il secondo incontro stagionale dei due è la finale di Wimbledon in cui i due danno vita ad una delle partite giudicate più belle della storia del tennis; negli occhi dei tifosi rimarrà per sempre il tiebreak del quarto set, con Borg in vantaggio 2-1 nel conto set i due avversari diedero vita ad una grande sfida che vide Borg avere 5 palle match per chiudere l'incontro e McEnroe 6 palle per arrivare al quinto set; in quel tiebreak l'americano si impose per 18-16, ma poi nel quinto set Borg riuscì a prevalere 8-6 vincendo il suo quinto Wimbledon consecutivo.
Poche settimane dopo McEnroe fu chiamato a difendere il suo titolo all'US Open, arrivò in finale e fronteggiò nuovamente lo svedese; i due diedero vita ad un combattuto e spettacolare nuovo match, che si protrasse fino al quinto set come il precedente, concludendosi però con la vittoria di McEnroe. A proposito di questa sfida, McEnroe una volta disse: “Quando a fine match ci stringemmo la mano vidi che era distrutto. Era come se per la prima volta si fosse veramente sentito sopraffatto da me”.
La quarta sfida del 1980 (decima in totale) fu di nuovo a Stoccolma, dove i due si erano affrontati per la prima volta ma in finale e non in semifinale; stavolta lo svedese riuscì ad imporsi nettamente 6-3; 6-4 di fronte al pubblico di casa.
Durante il 1980 Borg e McEnroe si alternano in cima alla classifica mondiale: il 2 marzo McEnroe conquista il primato cedendolo il 24 dello stesso mese allo svedese che lo conserverà per 20 settimane per poi cederlo il 10 agosto e riprenderselo il 18 dello stesso mese e conservarlo fino al luglio 1981.

### 1981

Da sinistra: Borg e McEnroe nel 1981, al termine della finale del Milan Indoor vinta dallo statunitense.

Nel Masters di inizio stagione McEnroe e Borg si incontrarono nuovamente e a prevalere fu lo svedese che in finale vinse poi il suo secondo titolo consecutivo.
McEnroe sconfisse Borg nella finale del Milano Indoor in due set ma l'attenzione dei tifosi era volta a Wimbledon, dove a distanza di un anno i due si ritrovarono per disputare nuovamente la finale sui prestigiosi campi d'erba dell'All England Lawn Tennis and Croquet Club. Anche stavolta la partita fu molto combattuta ma si fermò al quarto set (due dei quali chiusi al tiebreak): McEnroe riuscì a prevalere con il risultato di 4–6, 7–6, 7–6, 6–4.
Poche settimane dopo i due si ritrovarono nuovamente nella finale dell'US Open. McEnroe aveva vinto le due edizioni passate, mentre Borg non era mai riuscito ad aggiudicarsi il torneo nelle tre precedenti finali disputate. Ancora una volta la battaglia fu molto serrata, e ancora una volta McEnroe ne uscì vincitore. Dopo questa sconfitta Borg si ritirò dal tennis giocato lasciando campo libero a McEnroe, e i due non ebbero più occasioni di affrontarsi in tornei ufficiali.

## Elenco di tutte le sfide, Parità 7-7
| Legenda     |
| Grande Slam |
| Masters Cup |
| ATP tour    |

| No. | Anno | Torneo      | Superficie | Turno | Vincitore | Punteggio                 |
| --- | ---- | ----------- | ---------- | ----- | --------- | ------------------------- |
| 1   | 1978 | Stoccolma   | Cemento    | SF    | McEnroe   | 6–3, 6–4                  |
| 2   | 1979 | Richmond    | Sintetico  | SF    | Borg      | 4–6, 7–68, 6–3            |
| 3   | 1979 | New Orleans | Sintetico  | SF    | McEnroe   | 5–7, 6–1, 7–66            |
| 4   | 1979 | Rotterdam   | Sintetico  | F     | Borg      | 6–4, 6–2                  |
| 5   | 1979 | Dallas      | Sintetico  | F     | McEnroe   | 7–5, 4–6, 6–2, 7–6        |
| 6   | 1979 | Montreal    | Cemento    | F     | Borg      | 6–3, 6–3                  |
| 7   | 1980 | The Masters | Sintetico  | SF    | Borg      | 6–7, 6–3, 7–6             |
| 8   | 1980 | Wimbledon   | Erba       | F     | Borg      | 1–6, 7–5, 6–3, 616–7, 8–6 |
| 9   | 1980 | US Open     | Cemento    | F     | McEnroe   | 7–6, 6–1, 6–7, 5–7, 6–4   |
| 10  | 1980 | Stoccolma   | Sintetico  | F     | Borg      | 6–3, 6–4                  |
| 11  | 1981 | The Masters | Sintetico  | RR    | Borg      | 6–4, 6–7, 7–6             |
| 12  | 1981 | Milano      | Sintetico  | F     | McEnroe   | 7–6, 6–4                  |
| 13  | 1981 | Wimbledon   | Erba       | F     | McEnroe   | 4–6, 7–6, 7–6, 6–4        |
| 14  | 1981 | US Open     | Cemento    | F     | McEnroe   | 4–6, 6–2, 6–4, 6–3        |

## Statistiche
- Cemento: McEnroe, 3–1
- Terra: Nessuno
- Erba: Parità, 1–1
- Sintetico: Borg, 5–3
- Incontri nel Grande Slam: McEnroe, 3–1
- Finali nel Grande Slam: McEnroe, 3–1
- Incontri nel Masters: Borg, 2–0
- Finali nel Masters: Nessuno
- Coppa Davis: Nessuno
- Tutte le finali: McEnroe, 5–4

## Nei media
Nel 2017 viene distribuito il film Borg McEnroe, che narra le vicende e la rivalità tra i due tennisti.